# Sokolovská pamětní medaile
Sokolovská pamětní medaile je pamětní medaile zřízená 5. března 1948 jako připomínka pátého výročí bitvy u Sokolova (únor 1943). Medaile byla udělována všem žijícím, padlým i zesnulým příslušníkům 1. československého samostatného polního praporu v SSSR a tomuto praporu. Spolu s medailí byl předáván i dekret o udělení.
Medaile je bronzová a výtvarný návrh pochází z dílny akademické sochařky Berty Brandejsové.